# Каменка (Крапивинский район)
Ка́менка — село в Крапивинском районе Кемеровской области. Административный центр Каменского сельского поселения.

## География
Центральная часть населённого пункта расположена на высоте 234 м над уровнем моря.

## Население
| 2010 |
| ---- |
| 883  |

### Половой состав
По данным Всероссийской переписи населения 2010 года, в селе Каменка проживало 883 человека (431 мужчина, 452 женщины).